# یونان در المپیک تابستانی ۲۰۲۴
کاروان المپیکی یونان، یکی از کاروان‌های شرکت‌کننده در بازی‌های المپیک تابستانی ۲۰۲۴ بود. این دوره از بازی‌ها از ۲۶ ژوئیه تا ۱۱ اوت ۲۰۲۴ (۵ تا ۲۱ امرداد ۱۴۰۳ خورشیدی) به میزبانی پاریس، پایتخت فرانسه برگزار شد. کاروان یونان همانند استرالیا، بریتانیای کبیر، فرانسه و سوئیس، در تمامی ادوار بازی‌های المپیک تابستانی دوران مدرن شرکت کرده است. کاروان المپیکی یونان براساس سنت همیشگی المپیک و به عنوان بنیانگذار آن، به عنوان نخستین کاروان در آیین گشایش بازی‌ها رژه رفت.
در پایان این دوره از بازی‌ها، کاروان یونان با کسب ۱ مدال طلا، ۱ نفره و ۶ برنز به تنهایی در جایگاه پنجاه و یکم رده‌بندی نهایی این دوره از بازی‌ها قرار گرفت.

## مدال‌آوران
| مدال | ورزشکار                                  | ورزش        | رویداد                      | تاریخ    |
| ---- | ---------------------------------------- | ----------- | --------------------------- | -------- |
| طلا  | میلتیادیس تنتوگلو                        | دو و میدانی | پرش طول مردان               | ۶ اوت    |
| نقره | آپوستولوس خریستو                         | شنا         | ۲۰۰ متر کرال پشت مردان      | ۱ اوت    |
| برنز | تئودوروس سلیدیس                          | جودو        | ۹۰ ک.گ مردان                | ۳۱ ژوئیه |
| برنز | آنتونیوس پاپاکونستانتینو پتروس گایداتزیس | روئینگ      | سبک‌وزن دونفره دو پارو مردان | ۲ اوت    |
| برنز | زویی فیتسیو میلنا کونتو                  | روئینگ      | سبک‌وزن دونفره دو پارو زنان  | ۲ اوت    |
| برنز | الفتریوس پترونیاس                        | ژیمناستیک   | حلقه مردان                  | ۴ اوت    |
| برنز | امانوئل کارالیس                          | دو و میدانی | پرش نیزه مردان              | ۵ اوت    |
| برنز | دوران کوراگلیف                           | کشتی        | ۸۶ ک.گ آزاد مردان           | ۹ اوت    |

| مدال براساس جنسیت | مدال براساس جنسیت | مدال براساس جنسیت | مدال براساس جنسیت | مدال براساس جنسیت |
| ----------------- | ----------------- | ----------------- | ----------------- | ----------------- |
| جنسیت             | 1                 | 2                 | 3                 | کل                |
| مردان             | ۱                 | ۱                 | ۵                 | ۷                 |
| زنان              | ۰                 | ۰                 | ۱                 | ۱                 |
| کل                | ۱                 | ۱                 | ۶                 | ۸                 |

| ورزش        | 1 | 2 | 3 | کل |
| دو و میدانی | ۱ | ۰ | ۱ | ۲  |
| ژیمناستیک   | ۰ | ۰ | ۱ | ۱  |
| جودو        | ۰ | ۰ | ۱ | ۱  |
| روئینگ      | ۰ | ۰ | ۲ | ۲  |
| شنا         | ۰ | ۱ | ۰ | ۱  |
| کشتی        | ۰ | ۰ | ۱ | ۱  |
| کل          | ۱ | ۱ | ۶ | ۸  |

| مدال براساس تاریخ | مدال براساس تاریخ | مدال براساس تاریخ | مدال براساس تاریخ | مدال براساس تاریخ | مدال براساس تاریخ |
| ----------------- | ----------------- | ----------------- | ----------------- | ----------------- | ----------------- |
| روز               | تاریخ             | 1                 | 2                 | 3                 | کل                |
| روز ۱             | ۲۷ ژوئیه          | ۰                 | ۰                 | ۰                 | ۰                 |
| روز ۲             | ۲۸ ژوئیه          | ۰                 | ۰                 | ۰                 | ۰                 |
| روز ۳             | ۲۹ ژوئیه          | ۰                 | ۰                 | ۰                 | ۰                 |
| روز ۴             | ۳۰ ژوئیه          | ۰                 | ۰                 | ۰                 | ۰                 |
| روز ۵             | ۳۱ ژوئیه          | ۰                 | ۰                 | ۱                 | ۱                 |
| روز ۶             | ۱ اوت             | ۰                 | ۱                 | ۰                 | ۱                 |
| روز ۷             | ۲ اوت             | ۰                 | ۰                 | ۲                 | ۲                 |
| روز ۸             | ۳ اوت             | ۰                 | ۰                 | ۰                 | ۰                 |
| روز ۹             | ۴ اوت             | ۰                 | ۰                 | ۱                 | ۱                 |
| روز ۱۰            | ۵ اوت             | ۰                 | ۰                 | ۱                 | ۱                 |
| روز ۱۱            | ۶ اوت             | ۱                 | ۰                 | ۰                 | ۱                 |
| روز ۱۲            | ۷ اوت             | ۰                 | ۰                 | ۰                 | ۰                 |
| روز ۱۳            | ۸ اوت             | ۰                 | ۰                 | ۰                 | ۰                 |
| روز ۱۴            | ۹ اوت             | ۰                 | ۰                 | ۱                 | ۱                 |
| روز ۱۵            | ۱۰ اوت            | ۰                 | ۰                 | ۰                 | ۰                 |
| روز ۱۶            | ۱۱ اوت            | ۰                 | ۰                 | ۰                 | ۰                 |
| کل                | کل                | ۱                 | ۱                 | ۶                 | ۸                 |

## شرکت‌کنندگان
ورزشکاران یونانی در رشته‌های زیر شرکت کردند.
| ورزش             | مردان | زنان | کل  |
| ---------------- | ----- | ---- | --- |
| شنای موزون       | —     | ۲    | ۲   |
| دو و میدانی      | ۴     | ۱۰   | ۱۴  |
| بسکتبال          | ۱۲    | ۰    | ۱۲  |
| دوچرخه‌سواری      | ۱     | ۰    | ۱   |
| سوارکاری         | ۰     | ۱    | ۱   |
| شمشیربازی        | ۰     | ۱    | ۱   |
| ژیمناستیک        | ۱     | ۰    | ۱   |
| جودو             | ۱     | ۱    | ۲   |
| روئینگ           | ۳     | ۴    | ۷   |
| قایقرانی بادبانی | ۳     | ۱    | ۴   |
| تیراندازی        | ۲     | ۳    | ۵   |
| شنا              | ۱۴    | ۳    | ۱۷  |
| تنیس روی میز     | ۱     | ۰    | ۱   |
| تنیس             | ۲     | ۲    | ۴   |
| واترپلو          | ۱۳    | ۱۳   | ۲۶  |
| کشتی             | ۲     | ۱    | ۳   |
| کل               | ۵۹    | ۴۲   | ۱۰۱ |